# TURE
O TURE (Transportes Urbanos do Entroncamento) é o sistema de autocarros urbanos da cidade do Entroncamento, em Portugal. Foi inaugurado a 1 de Setembro de 2005. É constituído por três linhas com 133 paragens, das quais 15 dão correspondência a outra(s) linha(s).

## História
O TURE nasceu da necessidade de reduzir a utilização do automóvel dentro da cidade do Entroncamento e da aumentar a capacidade de mobilidade dentro do concelho.
A Câmara Municipal do Entroncamento (entidade promotora e gestora) propôs à Direcção Geral dos Transportes Terrestres a comparticipação na aquisição de três veículos, vários abrigos, postaletes, e da promoção do serviço, tendo sido concedida a comparticipação em 50% do valor total (265 308,00 €) em 2004.
A 1 de Setembro de 2005 foi inaugurada a primeira fase do TURE com a linha azul, cobrindo os principais pontos da cidade, com a exploração da mesma a cargo da Rodoviária do Tejo.
Após o sucesso da primeira fase a Câmara Municipal do Entroncamento decidiu expandir a cobertura ao resto do concelho de forma a cobrir a maior parte do concelho com paragens no sentido de continuar a minorar a circulação no centro da cidade e reduzir os efeitos dos cortes no estacionamento disponível. A Câmara Municipal do Entroncamento propôs ao Instituto da Mobilidade e dos Transportes Terrestres em Abril de 2008 a comparticipação em 50% do valor necessário (723 704,30 €) para a aquisição de 4 veículos e postaletes, para dar assim continuidade à expansão da rede com mais duas linhas (a segunda fase).
A 1 de Julho de 2009 foi inaugura a segunda fase do TURE com a entrada em funcionamento das linhas verde e vermelha, com a exploração da mesma também a cargo da Rodoviária do Tejo.

## Rede
Em dados de 2014, a rede (na sua primeira fase) é constituída por quatro carreiras:

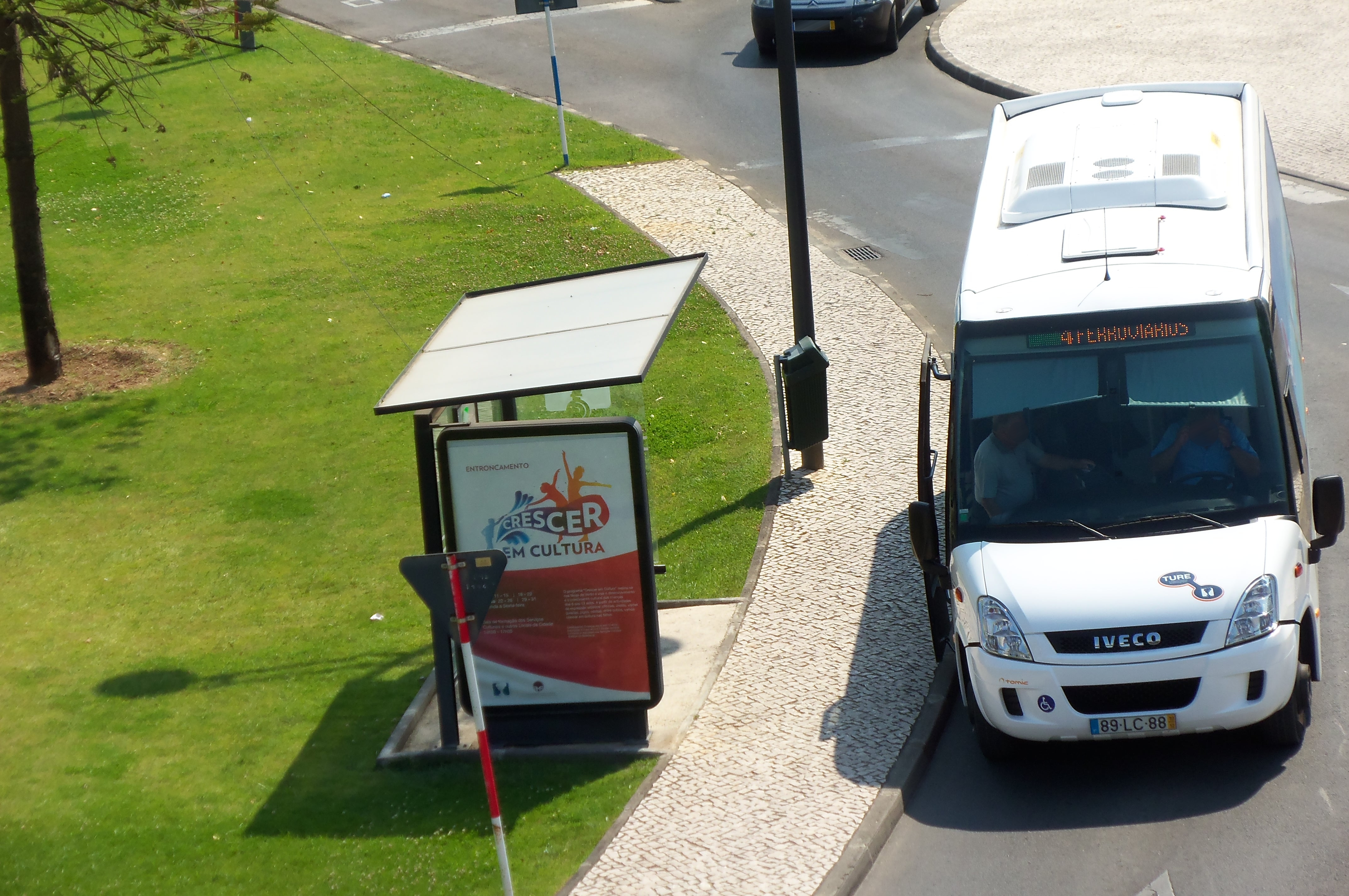
Veículo TURE em serviço.

- Lª🔵 Linha Azul - Hipermercado (E. Leclerc) ⇆ Cemitério
Periodicidade variável (média de 30 min.): dias úteis: das 06:40 (primeira partida) às 20:17 (última chegada); sábados das 08:00 (primeira partida) às 13:27 (última chegada)
- Lª🔴 Linha Vermelha - Rua da Barroca ⇆ Rua Gustave Eiffel / CERE
Periodicidade variável (média de 30 min.): dias úteis: das 07:45 (primeira partida) às 17:52 (última chegada); sábados das 07:30 (primeira partida) às 13:30 (última chegada)
- Lª🟢 Linha Verde - Foros da Lameira ⇆ Estação C.P.
Periodicidade variável (média de 30 min.): dias úteis: das 07:40 (primeira partida) às 18:11 (última chegada); sábados das 08:10 (primeira partida) às 12:50 (última chegada).
- Lª🟡 Linha Amarela - Estação C.P. ⇆ Zona Industrial II
Só aos dias úteis: das 07:30 (primeira partida) às 18:20 (última chegada).

## Frota
Actualmente é constituída por sete mini-autocarros, todos eles preparados para passageiros de mobilidade reduzida (cadeira de rodas e grávidas), e com ar-condicionado.

## Serviço

### Bilhetes
Os bilhetes podem ser adquiridos no motorista.

### Cartões e Passes Mensais
Os cartões e passes mensais, tem uma validade de 5 anos (o cartão em si), podendo ser adquiridos no Mercado, Biblioteca, Secção de Águas da Câmara Municipal e nas Piscinas Municipais. Pode ser carregado também no Posto de Turismo.

### Preçário
O precário é diverso:
- 01,00€ - Tarifa de motorista - Bilhete
- 00,50€ - Tarifa de motorista - Meio Bilhete (dos 6 aos 9 anos)

Para comprar o cartão tem de preencher um formulário e entregar uma foto tipo passe e uma fotocópia do B.I/C.C. No caso de seniores tem de levar o Cartão Municipal do Idoso.
- 03,50€ - Cartões/ Passes aquisição
- 05,00€ - Cartão pré-comprado 10 viagens / inteiro (este cartão pode ser carregado com o máximo de 30 viagens, em múltiplos de 10 viagens)
- 07,50€ - Cartão Mensal Jovem (dos 6 até aos 30 anos)
- 15,00€ - Cartão mensal Geral (a partir dos 30 anos)
- 07,50€ - Cartão mensal Sénior (a partir dos 65 anos, com cartão municipal de idoso)

### Horários
O TURE funciona de segunda-feira a sábados, não funcionando aos domingos e feriados. Tem diversos horários conforme as linhas e os pontos de partida.

## Viabilidade económica
Segundo entrevista ao Torrejano o presidente da Câmara Municipal do Entroncamento afirma que dado o défice de 400 mil euros no ano de 2010 é inevitável o aumento de preços do serviço. A oposição do BE sugere uma promoção do transporte público bem como uma reestruturação da rede.